# العلاقات البوتسوانية التشادية
العلاقات البوتسوانية التشادية هي العلاقات الثنائية التي تجمع بين بوتسوانا وتشاد.

## مقارنة بين البلدين
هذه مقارنة عامة ومرجعية للدولتين:
| وجه المقارنة                                              | بوتسوانا                       | تشاد                      |
| --------------------------------------------------------- | ------------------------------ | ------------------------- |
| المساحة (كم2)                                             | 581.74 ألف                     | 1.28 مليون                |
| عدد السكان (نسمة)                                         | 2.29 مليون                     | 15.23 مليون               |
| الكثافة السكانية (ن./كم²)                                 | 3.94                           | 11.9                      |
| العاصمة                                                   | غابورون                        | انجمينا                   |
| اللغة الرسمية                                             | لغة إنجليزية                   | لغة فرنسية، اللغة العربية |
| العملة                                                    | بولا بوتسواني                  | فرنك وسط أفريقي           |
| الناتج المحلي الإجمالي (بليون دولار)                      | 17.41 مليار                    | 9.98 مليار                |
| الناتج المحلي الإجمالي (تعادل القوة الشرائية) بليون دولار | 35.84 مليار                    | 30.54 مليار               |
| الناتج المحلي الإجمالي الاسمي للفرد دولار أمريكي          | 6.36 ألف                       | 775                       |
| الناتج المحلي الإجمالي للفرد دولار أمريكي                 | 16.10 ألف                      | 2.18 ألف                  |
| مؤشر التنمية البشرية                                      | 0.698                          | 0.392                     |
| رمز المكالمات الدولي                                      | +267                           | +235                      |
| رمز الإنترنت                                              | .bw                            | .td                       |
| المنطقة الزمنية                                           | ت ع م+02:00، توقيت وسط إفريقيا | ت ع م+01:00               |

## منظمات دولية مشتركة
يشترك البلدان في عضوية مجموعة من المنظمات الدولية، منها:
| علم المنظمة | اسم المنظمة                                 | تاريخ انضمام بوتسوانا | تاريخ انضمام تشاد |
| ----------- | ------------------------------------------- | --------------------- | ----------------- |
|             | مؤسسة التنمية الدولية                       | 24 يوليو 1968         | 7 نوفمبر 1963     |
|             | يونسكو                                      | 16 يناير 1980         | 19 ديسمبر 1960    |
|             | وكالة ضمان الاستثمار متعدد الأطراف          | 15 مايو 1990          | 11 يونيو 2002     |
|             | الأمم المتحدة                               | 17 أكتوبر 1966        | 20 سبتمبر 1960    |
|             | مجموعة دول أفريقيا والكاريبي والمحيط الهادئ | ?                     | ?                 |
|             | الاتحاد البريدي العالمي                     | ?                     | ?                 |
|             | البنك الدولي للإنشاء والتعمير               | 24 يوليو 1968         | 10 يوليو 1963     |
|             | الاتحاد الدولي للاتصالات                    | 2 أبريل 1968          | 25 نوفمبر 1960    |
|             | منظمة حظر الأسلحة الكيميائية                | ?                     | ?                 |
|             | مؤسسة التمويل الدولية                       | 23 مارس 1979          | 2 أبريل 1998      |
|             | المركز الدولي لتسوية المنازعات الاستشارية   | 14 فبراير 1970        | 14 أكتوبر 1966    |
|             | منظمة التجارة العالمية                      | ?                     | ?                 |
|             | منظمة الشرطة الجنائية الدولية               | ?                     | ?                 |
|             | الاتحاد الأفريقي                            | 31 أكتوبر 1966        | ?                 |
|             | البنك الإفريقي للتنمية                      | ?                     | ?                 |

## وصلات خارجية
- موقع وزارة الخارجية البوتسوانية